# Italiensk al
Italiensk al, Alnus cordata, är en björkväxtart som först beskrevs av Jean Loiseleur-Deslongchamps, och fick sitt nu gällande namn av Jean Étienne Duby. Alnus cordata ingår i släktet alar, och familjen björkväxter. Inga underarter finns listade.
Arten är ett snabbt växande träd som kan bli 15 meter högt efter 20 år. Stora exemplar är vanligen 17 till 25 meter höga och enskilda individer når en höjd av 28 meter. Den gråbruna barken har horisontala streck och lodräta bristningar. Hos italiensk al förekommer ovala eller runda blad med en grön ovansida samt med bruna hår på undersidan. Unga blad har dessutom inslag av orange. Hanblomställningen är långsträckt och gulgrön. De rödgröna blommorna är små och gömda. Italiensk al har frukter som liknar kottar, vilka blir rödbruna när de mognar. I frukten finns frön, som har vingar. Frukterna är upp till 3 cm långa. Unga kvistar har en rödbrun färg.
Trädets ursprungliga utbredningsområde ligger i södra Italien från Neapel till södra Kalabrien samt på Korsika. Arten introducerades i olika delar av södra och östra Frankrike, Spanien, Portugal (inklusive Azorerna), Belgien och Nederländerna samt i Storbritannien. Italiensk al växer i ursprungsområdet mellan 300 och 1600 meter över havet.
Jämfört med andra arter i alsläktet behöver den inte ha vatten vid rötterna. Flera exemplar av italiensk al bildar ofta grupper med tätt bladverk. Arten kan leva i områden med halvskugga. Den uthärdar havsvindar och tillfälliga bränder.

## Bildgalleri

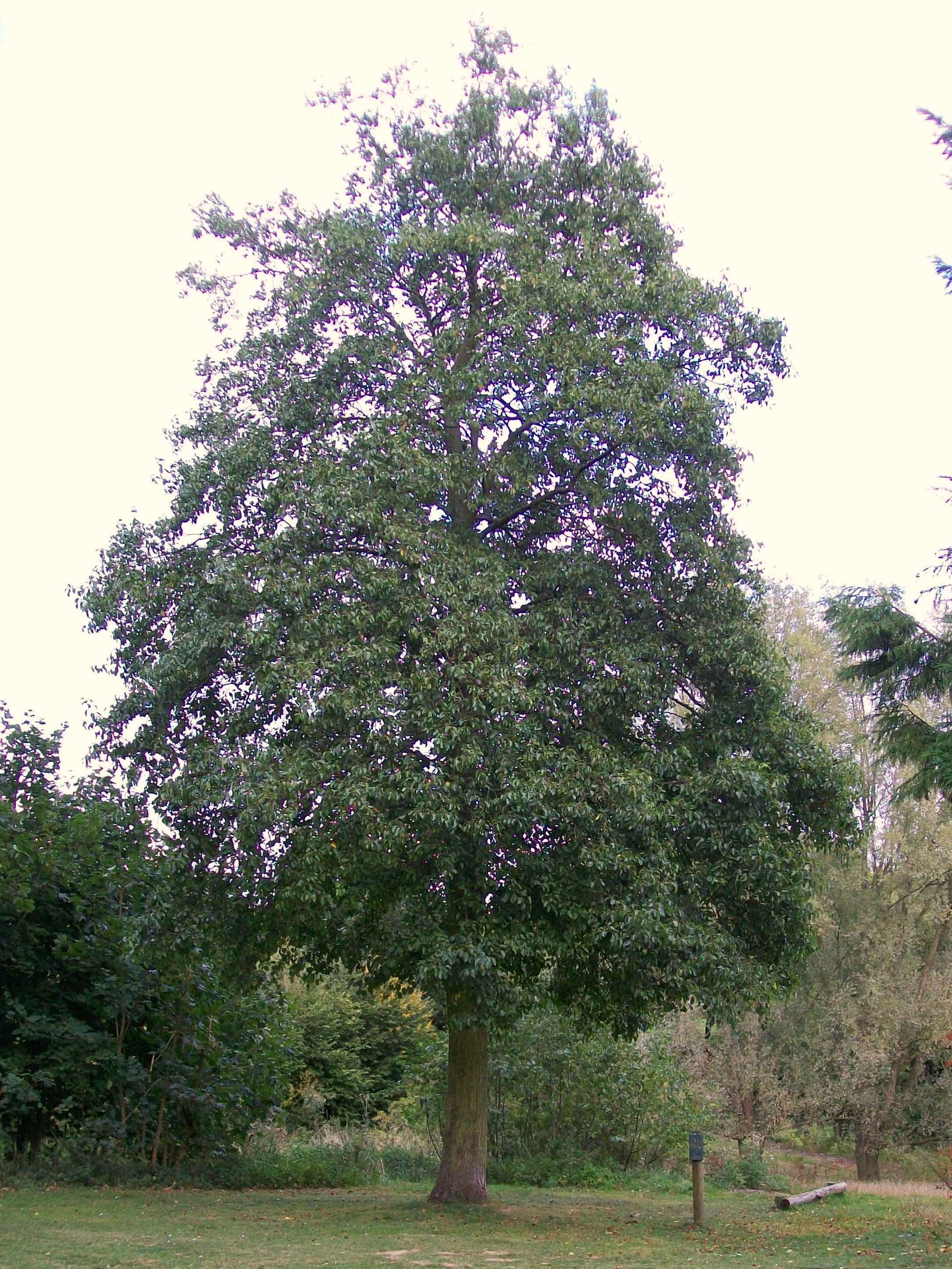
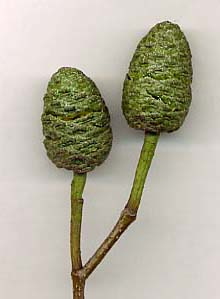
Kotte
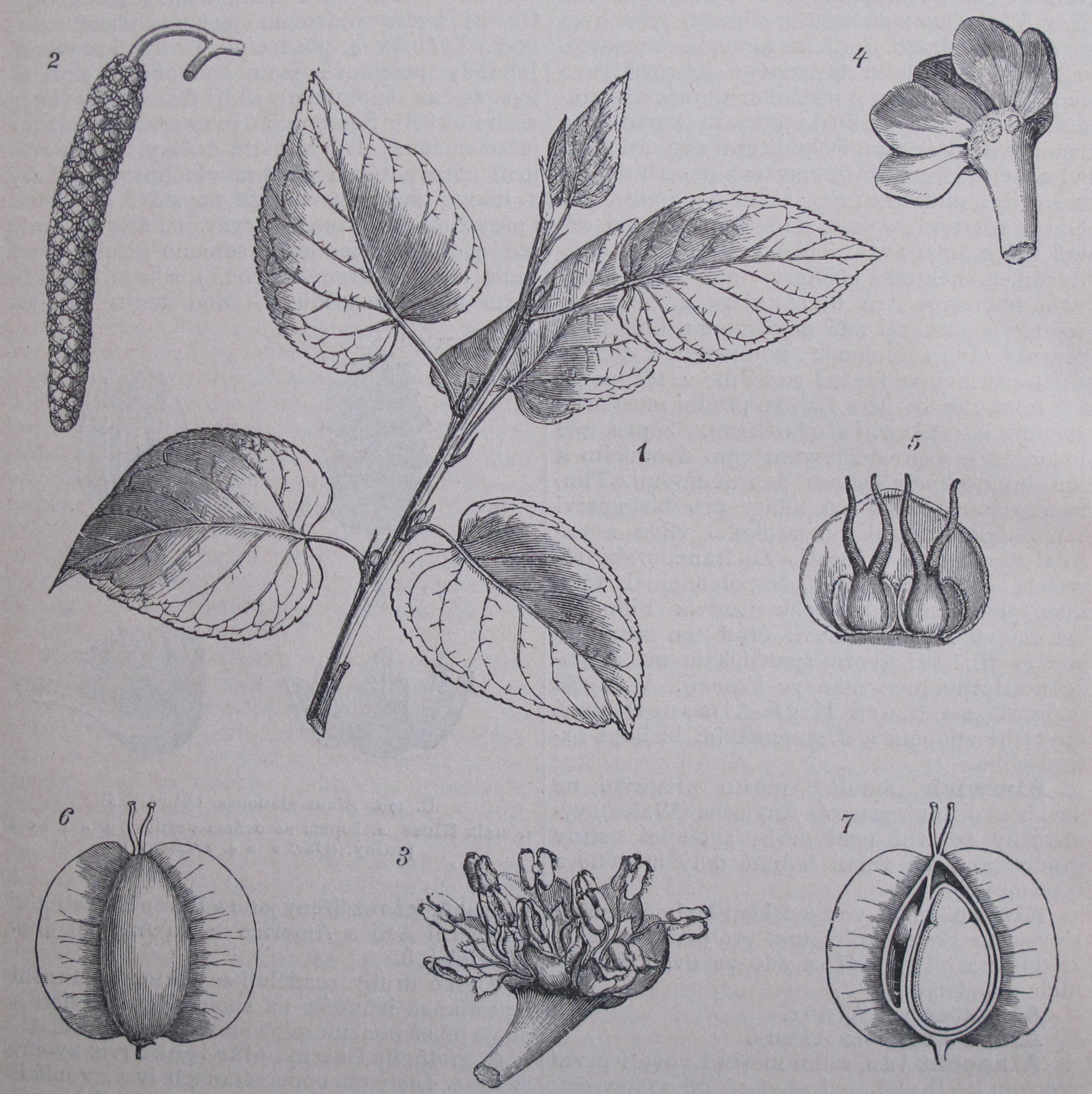
Detaljer med blomställningen av hankön i övre vänster hörnet och fröet vid underkanten